# Rektorat Przemienienia Pańskiego w Krakowie (Stare Miasto)
Rektorat Przemienienia Pańskiego w Krakowie – rektorat rzymskokatolicki, znajdujący się w archidiecezji krakowskiej, w dekanacie Kraków-Centrum.